# Apaturinae
Apaturinae es una subfamilia de mariposas que incluye muchas especies con el nombre común de "emperors" en inglés.

## Géneros
- Apatura
- Apaturina
- Apaturopsis
- Asterocampa
- Chitoria
- Dilipa
- Doxocopa
- Euapatura
- Eulaceura
- Euripus
- Helcyra
- Herona
- Hestina
- Hestinalis
- Mimathyma
- Rohana
- Sasakia
- Sephisa
- Thaleropis
- Timelaea